# Atsalut pader
Atsalut pader (Atsalùt päder) è un film italiano del 1979, diretto da Paolo Cavara.
La vicenda di padre Lino da Parma era stata già soggetto di un film di Pino Tosini del 1972, Fratello ladro, in cui le parti qui interpretate da Gianni Cavina ed Ennio Groggia erano affidate rispettivamente a Giuliano Esperati e Gino Cervi, in una delle sue ultime interpretazioni.